# Evangelische Kirche in Minahasa
Die Evangelische Kirche in Minahasa (Indonesisch: Gereja Masehi Injili di Minahasa – GMIM) ist eine evangelisch-reformierte Kirche in Indonesien. Sie gehört der Protestantischen Kirche von Indonesien (Gereja Protestan di Indonesia – GPI) an.

## Geschichte
Das Christentum wurde in der Region der Minahasa in Nordsulawesi (früher Celebes) in der ersten Hälfte des 19. Jahrhunderts durch die Niederländische Missionsgesellschaft verbreitet. Das heutige Indonesien war damals als Niederländisch-Indien eine niederländische Kolonie. Diese Missionskirche wurde 1876 Teil der kolonialen Staatskirche, der Protestantischen Kirche in Indonesien. In den 1880er Jahren wuchs der Anteil der christlichen Bevölkerung auf 80.000 Menschen an.
Die Evangelische Kirche in Minahasa wurde am 30. September 1934 in Tomohon von einer Synode als selbständige Kirche in der Protestantischen Kirche in Indonesien gegründet.

## Organisation
Die Kirche hat etwa 830.000 Mitglieder in 839 Gemeinden, 2702 Pfarrer, 161 Religionslehrer, 11.600 ehrenamtliche Mitarbeiter und 1077 Gebäude, in denen Gottesdienste gefeiert werden. Diese konzentrieren sich auf das östliche Ende der nördlichen Halbinsel von Sulawesi.
Kirchenpräsident ist Hein Arina, der 2022 gewählt wurde und dessen Amtszeit bis 2027 läuft. Die Kirche ist Träger von fünf Krankenhäusern.

## Ökumene
Die Evangelische Kirche in Minahasa ist Mitglied der Weltgemeinschaft Reformierter Kirchen und des Ökumenischen Rates der Kirchen.
Partnerschaftliche Beziehungen bestehen zur Protestantischen Kirche in den Niederlanden, zur Presbyterianischen Kirche in Korea, der Reformed Church in America (RCA), der Uniting Church in Australia (UCA) und der Propstei Rheinhessen und Nassauer Land der Evangelischen Kirche in Hessen und Nassau (EKHN).